# Шефове гадняри 2
„Шефове гадняри 2“ (на английски: Horrible Bosses 2) е американска черна комедия от 2014 г. и продължение на филма „Шефове гадняри“ от 2011 г.

## Продукция
Филмът е заснет в Бърбанк, Калифорния между септември 2013 г. и юни 2014 г.